# Индъстриъл Лайт Енд Меджик
„Индъстриъл Лайт Енд Меджик“ е компания за визуални ефекти, носител на наградите на филмовата академия за най-добри визуални ефекти.
Основана е от Джордж Лукас през май 1975 г. и е собственост е на „Лукасфилм Лимитид“.
Първоначално студиото се помещава във Ван Найз в Лос Анджелис. Впоследствие то е преместено в Сан Рафаел в Калифорния, преди да се установи на сегашното си място в Президио в Сан Франциско.